# BrahMos
BrahMos é um míssil de cruzeiro supersónico que pode ser lançado de submarinos, barcos, aviões ou em terra.
O nome BrahMos vem da junção dos nomes de dois rios: o rio Brahmaputra na Índia e o rio Moskva, na Rússia. O míssil viaja a velocidades de Mach 2.8 a 3.0 e um tem um alcance de 290 km.